# Hugo Fruehauf
Hugo Fruehauf (* 14. Juli 1939) ist ein US-amerikanischer Raumfahrtingenieur und einer der Entwickler der Technologie hinter GPS.
Fruehauf studierte Elektrotechnik an der DeVry University in Illinois und war danach Raketen-Testingenieur für Martin Marietta und Convair Astronautics (Atlas, Agena, Titan I ICBM) auf der Vandenberg Air Force Base. Außerdem war er Testingenieur des Marschflugkörpers TM 76-B in Cape Canaveral. Ab 1965 war er bei Rockwell International, wo er Chef-Testingenieur bei den Starttests der 2. Stufe der Saturn V war auf deren Teststation Mississippi Test Facility.
1973 bis 1978 war er Chefingenieur bei Rockwell für den Entwurf und die Weiterentwicklung des GPS-Satelliten (International Satellite Systems Division von Rockwell in Seal Beach in Kalifornien). Außerdem war er Chefingenieur für den Wettbewerb von Rockwell um die TDRS (Tracking and Data Relay Satellite) – der Auftrag ging dann an TRW Inc. – und er entwickelte mit Richard Schwartz die erste vollständig gegen Strahlung im Weltraum abgehärtete Atomuhr (mit Rubidium-Dampf). Sie wurde bei Rockwell und Efratom in Kalifornien und München entwickelt.
Danach war er bis 1995 Präsident und Chief Technology Officer (CTO) der deutschen Elektronikfirma Ball Efratom (und deren Nachfolger Datum Efratom) in Irvine in Kalifornien und München. Dort entwickelte er die erste miniaturisierte Atomuhr (auf Basis von Rubidium-Dampf), die dann Standard auf den GPS-Satelliten wurde (BKL I, II und IIA, in Umlaufbahnen gestartet ab 1978).
1995 bis 1997 war er CTO und Group Vice President in der Defense Group von Alliant Techsystems (jetzt Orbital ATK) und 1998 bis 2007 bei Odetics Telecom, Zyfer, FEI-Zyfer (Präsident und CEO) in Anaheim und schließlich Vizepräsident und CTO bei der Muttergesellschaft Frequency Electronics Inc. (FEI) in Mitchel Field, New York. Er leitete dabei die Entwicklung unterschiedlichster GPS-Produkte für zivile und militärische Anwendungen.
Zusätzlich zu seinem Abschluss als Elektronikingenieur erwarb er 2007 einen Betriebswirtschaftsabschluss (MBA) der Pepperdine University – Graziadio School of Business and Management und gründete 2008 seinen eigene Beratungsfirma (Hugo Fruehauf Company). Außerdem ist er seit 2008 Adjunct Professor an der Pepperdine University Graduate School.
2019 erhielt er mit Bradford W. Parkinson, James Spilker und Richard Schwartz für die GPS-Entwicklung den Queen Elizabeth Prize for Engineering.